# Amoexa
Amoexa (llamada oficialmente Santiago de Amoexa) es una parroquia y una aldea española del municipio de Antas de Ulla, en la provincia de Lugo, Galicia.

## Organización territorial
La parroquia está formada por seis entidades de población:
- Amoexa
- Caira
- Caselmoure (Casilmoure)[5]
- Outeiro de Amoexa
- Pereiras
- Ribó

## Demografía

### Parroquia
| Gráfica de evolución demográfica de Amoexa (parroquia) entre 2000 y 2019 |
|                                                                          |
| Datos según el nomenclátor publicado por el INE.                         |

### Aldea
| Gráfica de evolución demográfica de Amoexa (aldea) entre 2000 y 2019 |
|                                                                      |
| Datos según el nomenclátor publicado por el INE.                     |

## Patrimonio
Posee una iglesia románica de muy esbelta factura con un ábside semicircular soportado por canecillos irregulares y columnas dóricas de laboriosa y de muy esmeradas formas.

## Economía
La riqueza de la zona se base en explotaciones ganaderas de lechey carne (raza rubia gallega), así como a recursos hortofructícolas y madereros.